# たいらまさお
たいらまさお（本名：平 正夫、1935年4月5日 - ）は、フリーライター。兵庫県神戸市生まれ。平龍生（たいらりゅうせい）は兄。

## 来歴・人物
- 1956年 神戸市立兵庫商業高等学校卒
- 1961年 早稲田大学文学部（演劇専修）卒
- 1961年から1970年　早稲田大学演劇博物館学芸員

その後、フリーライターとなる
おもに放送作家、童話作家として執筆活動中

## 作家活動
ラジオ
- 構成 「歌謡曲大行進」（文化放送）　出演：林家三平、古今亭小朝、三遊亭夢楽
- 構成 「歌謡曲だよ人生は」（文化放送）
- 構成 「サラリーマン・コント」（文化放送）　出演：小林桂樹
- ラジオ・ドラマ 「かくれんぼ」（文化放送）
- ラジオ・ドラマ 「ぼく遠くまで行くんだ」（文化放送）
- ラジオ・ドラマ 「誰も乗らない汽車ぽっぽ」（文化放送）
- ラジオ・ドラマ 「大藪春彦ドラマ・シリーズ」（ラジオ日本）
- ラジオ・ドラマ 「母と子の昔話」（ラジオ日本）
- ラジオ・ドラマ 「ディズニー・ドラマシリーズ」（ラジオ日本）
- ラジオ・ドラマ 「気分は水玉もよう」（TOKYO FM）
- ラジオ・ドラマ 「ラジオ図書館」（NHK）
- 構成 「音とたかしと昔話」（TOKYO FM）出演：山口崇
- 構成 「友竹正則ワイドショウ」（ニッポン放送）
- 構成 「バラの手帖」（ニッポン放送）出演：近石真介
- 構成 「芥川隆行・歌謡曲番組」（ラジオ日本）
- コント「マイホーム・ワンダフル」（ラジオ関東）　出演：小林恭治、深津美津子
- JAL機内番組 構成 「ニッポンの歌」（JAL）

ほか

## 作詞
- 北の故郷　歌：新沼謙治
- 恐山恋唄　歌：大月昇
- さだめ川　歌：大月昇
- 黒部川旅情　歌：藤井秀亮

## テレビ
- 構成　「朝のワイドショウ」（NTV）
- 構成　「お笑い頭の体操」（TBS）
- 構成　「日本一のお母さん」（TBS）
- 構成　「お昼のクイズ」（フジテレビ）
- 構成　「能舞伝承」（青森放送制作）　「地方の時代賞」グランプリ受賞
- 作・構成　「朝のポエム」（NTV）
- 構成　「瀬戸大橋スペシャル」（瀬戸内海放送）
- 構成　「しまなみ海道スペシャル」（瀬戸内海放送）
- 構成　「神々の放浪-流政之」（瀬戸内海放送）
- 構成　「篠原勝之・ガラス彫刻に挑む」（瀬戸内海放送）
- 構成　「三沢あけみ30周年記念コンサート」

ほか

## 童話
絵本ストーリィ作者として学研の幼児誌を中心に幼年童話を多数執筆
- 『鏡の中の少女』『丘の上の家』(MOE誌)
- 『花咲き峠に鬼が出る』共同石油・童話の花束賞受賞

ほか

## 舞台劇
- 「海賊オーロカーナの冒険」
- 「桃太郎奮戦記」
- 「サダコ」（アクティブハカタ　平和祈念公演）
- 「おおかみの眉毛」(広島ミュージカル上演委員会）
- 「たいらまさお作品集」（コトザウルス・朗読公演）

ほか

## 教育
- 早稲田大学公開講座・講師
- 元東放学園専門学校・講師「シナリオ実習」
- 元東映アニメーション研究所主任講師　「ラジオ・ドラマ実習」「演技研究」「創作講座」
- 元創造学園大学芸術学部特任教授「演劇概論」「ラジオ・ドラマ実習」

## 著書
- 『折り鶴の少女』偕成社、1988年。ISBN 4036342800。
- 『がん病棟周章狼狽記』草思社、1992年。ISBN 4794204884。
- 『午後四時のシンデレラ』草思社、1984年。ISBN 4900406139。
- 『生き方がわかる言葉180』グラフ社、1984年。ISBN 4766208714。
- 「せかいのおはなし・全12巻」(学研)
- 「読み聞かせ　日本むかしばなし　81話」(保育資料社)
- 「読み聞かせ　日本むかしばなし　55話」(保育資料社)
- 「劇遊び脚本集」(ひかりのくに)
- 「劇遊び脚本集20話』(ひかりのくに)
- 「絵本・おむすびころりん」(学研)
- 「絵本・かっぱくんとえんどうまめ」(学研)
- 「おはなしだいすき」(学研)

ほか